# Gynoplistia boomerang
Gynoplistia boomerang là một loài ruồi trong họ Limoniidae. Chúng phân bố ở miền Australasia.